# Bratscherwitz
Dem Bratscherwitz kommt unter Musikern ein ähnlicher Stellenwert zu wie allgemein in Deutschland dem Ostfriesenwitz. Er ist also ein typischer Witz über eine Menschengruppe mit tatsächlichen oder vermeintlichen Eigenschaften. Da die meisten dieser Witze  platte Klischees und Moden sind, leiden die Bratscher unter ihnen so wenig wie die Ostfriesen, Burgenländer oder Belgier.

## Hintergrund
Der „Ruf“ des Bratschers rührt daher, dass die Bratsche im klassischen Orchester (anders als in der Kammermusik) bis weit ins 19. Jahrhundert hinein nur eine untergeordnete Rolle spielte. Für sie gibt es relativ wenig Sololiteratur und als Orchesterstimme (in älteren Kompositionen) gilt sie als vergleichsweise leicht zu spielen. Da sie sich von der Violine nur durch ihre Größe und die um eine Quinte tiefere Stimmung unterscheidet, kann sie nach relativ kurzer Umgewöhnung auch von Geigern gespielt werden. Deswegen hat man früher oft schlechtere Geiger die Bratsche spielen lassen. Im hoch- und spätromantischen Orchester (etwa bei Richard Wagner) hat die Bratsche eine Aufwertung erfahren, wird wegen ihres gedämpft-melancholischen Klangs allerdings exponiert hauptsächlich in langsamen, getragenen Passagen eingesetzt. Aus alledem entstand ein nicht ganz ernst gemeintes Klischee, dem zufolge Bratscher nicht richtig spielen können, nie üben und insgesamt langsam und begriffsstutzig sind.

„Die Bratsche ist so überflüssig wie das Gemächt vom Papst.“

In Rockmusikerkreisen werden viele Bratscherwitze auf E-Bassisten gemünzt.

## Beispiele
- Warum fürchten sich Bratscher auf Friedhöfen? – Zuviele Kreuze.
- Wie heißt die Teufelstrillersonate (Sonate für Violine von Giuseppe Tartini) für Bratsche? – Für Elise (die gemächlichen kleinen Sekunden des ersten Taktes erinnern im Notenbild an einen Triller).
- Was ist das Einzige, das ein Geiger besser kann als ein Bratscher? - Bratsche spielen.
- Sagt der eine Bratscher zum anderen: „Im Urlaub habe ich Achtel geübt.“ Sagt der andere: „Toll, spiel mal eine!“
- Wie viele Lagen gibt es auf einer Bratsche? – Drei: Erste Lage, Notlage und Niederlage.
- Wie ist die kleine Sekunde definiert? – Zwei Bratscher spielen unisono.
- Warum ist die Harfe der Traum jedes Bratschisten? – Immer pizzicato und nur leere Saiten!
- Im Gebirge gilt aus Sicherheitsgründen ein generelles Bratschen-Auftrittsverbot; jeder Gletscher ist schneller!
- In welcher Zeitschrift wird gemeldet, dass eine Bratsche aus einem Fenster hinaus geworfen wurde? – Schöner Wohnen!
- Ein Bratscher eines Orchesters übernimmt für einen erkrankten Dirigenten das Dirigat. Nach dem Konzert fragt ihn sein Kollege: „Wo warst denn du beim Konzert? Ich hab dich nicht gesehen!“
- Woran erkennt man, dass ein Bratscher falsch spielt? – Daran, dass sich der Bogen bewegt!
- Ein 20 Mark-Schein (so alt ist der Witz) liegt am Boden des Probenraums. Wer erwischt ihn: der Konzertmeister, der Tubist, der schnelle Bratscher oder der langsame Bratscher? - Der langsame Bratscher. Der Konzertmeister bückt sich nicht für 20 Mark, der Tubist weiß nicht, was ein 20 Mark-Schein ist, und einen schnellen Bratscher gibts nicht.